# Comissió Unitària 28 de Juny
La Comissió Unitària 28 de Juny va ser la plataforma paraigua fundada el 2000, que va organitzar les manifestacions per l'alliberament LGTBI a Catalunya, prenent el relleu de la manifestació de l'orgull gai de 1977 a Barcelona, que va ser la primera protesta pel Dia Internacional de l'Orgull LGBT a l'Estat espanyol. La federació agrupa diferents entitats pels drets LGBTI, com la Fundació Enllaç. Cada any, les entitats que formen la Comissió Unitària organitzen diferents actes per commemorar els aldarulls de Stonewall arreu de Catalunya i exposar públicament les reivindicacions dels col·lectius LGBT.
La comissió va ser fundada per 24 associacions el juny de 2000 i va organitzar una primera setmana d'activitats al voltant del Dia Internacional per a l'Alliberament LGBTI que va culminar amb una manifestació l'1 de juliol. El 2001 la protesta a Barcelona va transcórrer des de la plaça Universitat fins a la plaça de Santa Jaume, i va aplegar 5.000 persones segons la Guàrdia Urbana i 20.000 segons els organitzadors.
El 2017 va celebrar els 40 anys de la primera manifestació del 1977. Des del 2018, la manifestació organitzada pel Pride Barcelona coincideix amb la manifestació de la Comissió Unitària, fet que va despertar recels entre diferents entitats. El 2020, la Crida LGBTI va prendre el relleu de la Comissió Unitària i des de llavors encapçala l'organització de la manifestació per l'alliberament LGTBI a Barcelona, juntament amb una quinzena de moviments socials de la ciutat.